# Меркурий (бриг, 1808)
«Мерку́рий» — 20-пушечный бриг Балтийского флота Российской империи типа «Гонец», один из двух бригов данного типа. Участвовал в Русско-шведской войне 1808—1809 годов, Отечественной войне 1812 года и войне с Францией 1813—1814 годов.

## Описание брига
Парусный бриг с деревянным корпусом, второй из двух бригов типа «Гонец», спущенных в 1808 году в Главном адмиралтействе. Длина брига по сведениям из различных источников составляла от 29,66 до 29,7 метра, ширина — 9,2 метра, глубина интрюма — 3,9 метра, а осадка — 3,86 метра. Вооружение судна состояло из двадцати орудий.

## История службы
Бриг «Меркурий» был спущен на воду 7 (19) июля 1808 года и вошёл в состав Балтийского флота. Во время войны с Швецией бриг крейсировал в Финском заливе, осуществлял конвой канонерских лодок в Биорке-зунд. В 1810, 1811, 1816, 1818—1820 и 1824 годах «Меркурий» находился в практических плаваниях в Балтийском море, Ботническом и Финском заливах.
В 31 октября (12 ноября) 1811 года бриг снял с мели Финского залива 14-пушечный люгер «Ганимед», попавший туда во время сильного шторма. В этой спасательной операции участвовал будущий адмирал Михаил Петрович Лазарев, служивший на «Меркурии» мичманом с 1810 года.
10—16 (22—28) мая 1812 года в составе эскадры капитана второго ранга И. С. Тулубьева «Меркурий» перешёл из Кронштадта в Свеаборг, после чего вышел в крейсерство в Балтийское море для защиты торговых судов от французских каперов. 16 (28) июня бриг привёл из Либавы в Ригу 19 транспортов с артиллерией, порохом, провизией и амуницией, а 15 (27) августа присоединился к отряду Тулубьева, в составе которого 19 (31) августа пришёл на Данцигский рейд. До 4 (16) сентября «Меркурий» блокировал крепость с моря, после чего вернулся в Свеаборг.
В 1813 и 1814 годах бриг осуществлял крейсерство в Балтийском море и Финском заливе, а с мая по сентябрь 1815 года был тимберсован к Кронштадте.
В 1817 году бриг ходил к берегам Франции в составе эскадры вице-адмирала Р. В. Кроуна. В Кале корабли эскадры приняли на борт русские войска, которые были доставлены в Кронштадт.
Бриг «Меркурий» был разобран в 1830 году в Кронштадте.

## Командиры
Бриг «Меркурий» в разное время ходил под командованием следующих капитанов:
1. 1808—1809 — А. Е. Штех
2. 1810 — Е. А. Богданов
3. 1811—1813 — П. И. Сущёв
4. 1814, 1816—1817 — Г. И. Платер
5. 1818 — Е. Е. Куличкин
6. 1819 — Т. Г. Баранов 2-й
7. 1824 — М. М. Скворцов